# Liga Fut 7
A Liga Fut 7 é um torneio homologado pela Confederação Brasileira de Futebol 7 (CBF7) e figura entre as principais competições nacionais de futebol society. Foi criada em 2009 pela empresa Koch Tavares em parceria com a extinta Confederação de Futebol 7 do Brasil (CF7), passando a ser organizada posteriormente pela empresa HMG Sports. Em 2012 passou a ser reconhecida pela CBF7 como uma das principais competições nacionais da modalidade.
A Liga é disputada anualmente por dezesseis clubes do país. Um dos pré-requisitos é que estejam legalmente filiados às federações que fazem parte do sistema confederativo.
Em consulta pública ao portal INPI, a empresa Koch Tavares possui a preferência no registro da marca "Liga Fut7", conforme processos nº 907144039, 907144489, 907144748, 907145418, 907145469 e 907145590. Atualmente está aguardando exame de mérito.
Em reunião realizada no Rio de Janeiro nos dias 7 e 8 de maio de 2015, a CBF7 e a HMG Sports acordaram em unificar o Campeonato Brasileiro e a Liga Fut7. Com o acordo surgiu a Superliga FUT7. Sendo assim, a Liga Fut7 foi extinta.

## TV
Os jogos da liga são transmitidos pelo canal de televisão por assinatura SporTV, que transmitiu 15 jogos na temporada de 2013.

## Resultados
| 2012 Detalhes | RJ SP | Botafogo   | 5 – 2 | Fluminense    | Vasco da Gama       | 4 – 3 | Cruzeiro      |
| 2013 Detalhes | PR RS | Flamengo   | 6 – 5 | Madureira     | Atlético Paranaense | 4 – 3 | Náutico       |
| 2014 Detalhes | RJ PR | Fluminense | 3 – 1 | Madureira     | Coritiba            | 4 – 1 | Figueirense   |
| 2015 Detalhes |       | Flamengo   | 4 – 3 | Rio Branco-ES | AABBOC              | wo –  | Vasco da Gama |

## Desempenho por clubes
| Clube               | Títulos  | Vice            | Terceiro | Quarto   |
| ------------------- | -------- | --------------- | -------- | -------- |
| Fluminense          | 1 (2014) | 1 (2012)        | —        | —        |
| Flamengo            | 1 (2013) | —               | —        | —        |
| Botafogo            | 1 (2012) | —               | —        | —        |
| Madureira           | —        | 2 (2013 e 2014) | —        | —        |
| Coritiba            | —        | —               | 1 (2014) | —        |
| Atlético Paranaense | —        | —               | 1 (2013) | —        |
| Vasco da Gama       | —        | —               | 1 (2012) | —        |
| Figueirense         | —        | —               | —        | 1 (2014) |
| Náutico             | —        | —               | —        | 1 (2013) |
| Cruzeiro            | —        | —               | —        | 1 (2012) |

## Desempenho por estado
| Clube          | Títulos               | Vice                  | Terceiro        | Quarto   |
| -------------- | --------------------- | --------------------- | --------------- | -------- |
| Rio de Janeiro | 3 (2012, 2013 e 2014) | 3 (2012, 2013 e 2014) | 1 (2012)        | —        |
| Paraná         | —                     | —                     | 2 (2013 e 2014) | —        |
| Santa Catarina | —                     | —                     | —               | 1 (2014) |
| Pernambuco     | —                     | —                     | —               | 1 (2013) |
| Minas Gerais   | —                     | —                     | —               | 1 (2012) |

## Premiação

### Bolas de Ouro (Melhor Jogador)
| Ano  | Jogador  | Clube    | Nota  |
| ---- | -------- | -------- | ----- |
| 2012 | Luizinho | Botafogo | [ 4 ] |
| 2013 | Mikimba  | Flamengo | [ 5 ] |

### Artilheiros
| Ano  | Jogador  | Clube    | Gols | Nota  |
| ---- | -------- | -------- | ---- | ----- |
| 2012 | Luizinho | Botafogo | ?    | [ 4 ] |
| 2013 | Mikimba  | Flamengo | ?    | [ 5 ] |

### Melhor Goleiro
| Ano  | Jogador      | Clube      | Nota  |
| ---- | ------------ | ---------- | ----- |
| 2012 | Rafael Banha | Fluminense | [ 4 ] |
| 2013 | Piolho       | Madureira  | [ 5 ] |

### Melhor Treinador
| Ano  | Jogador        | Clube               | Nota  |
| ---- | -------------- | ------------------- | ----- |
| 2012 | Dabalcy Soares | Botafogo            | [ 4 ] |
| 2013 | Mathias Lamers | Atlético Paranaense | [ 5 ] |